# Metalcore
Metalcore is een muzikaal subgenre waarin metal en hardcore punk worden gecombineerd, doch dat als genre wezenlijk verschilt van andere, vroegere, kruisingen als cross-over en grindcore, waarin ook bovenstaande stijlen worden verweven.
Het genre vindt zijn oorsprong in het cross-overgenre van de tweede helft van de jaren tachtig met bands als S.O.D., D.R.I., Suicidal Tendencies, Excel, The Accüsed, Crumbsuckers, Wasted Youth en anderen. Nederlandse pioniers zijn onder meer Disabuse, Cry of Terror.
Het genre, en met name de tweede generatie bands, werd in de jaren negentig gekenmerkt door een wat agressievere hardcore en het soms wat speelse en losbandige element van de cross-over uit de eighties verdween uit de muziek. Het geluid werd strakker en, in jargon, 'vetter'.
Het genre verloor aan populariteit binnen de wereld van de metal, die inmiddels werd gedomineerd door deathmetal, doommetal, een heropleving van old school hardcore, het opkomende black metal en te lijden had onder de opkomst van de sobere grunge.
Met onder andere de New Yorkse band Merauder, die in 1995 de plaat Master Killer uitbracht, werd het genre 'opnieuw uitgevonden', deze keer door metal te combineren met de sound van de old school hardcore revival die begin jaren negentig de kop op stak. Later volgden bands als Morning Again en All Out War. In 1995-1996 kwam de stroming op gang in West-Europa met onder andere Liar, Congress, Arkangel, Length of Time, Crawlspace, Stamping Ground en Born from Pain. Deze stijl werd destijds ook wel new school hardcore genoemd.
Na de eeuwwisseling werd de stijl steeds meer met andere stijlen van metal gecombineerd. Met name de thrashmetal en melodieuze deathmetal en heavy metal. Met deze derde generatie raakte de term metalcore pas echt in zwang en werd er een duidelijk onderscheid gemaakt tussen de cross-over uit de jaren tachtig en het 'nieuwere' metalcore. In de Verenigde Staten ontpopte dit genre zich vanaf 2004 als een van de grootste metal- en hardcorestromingen van het moment. Deze populaire stroming wordt ook wel de new wave of American heavy metal (NWOAHM) genoemd. Dit komt voornamelijk door het grote succes van het Ozzfest, dat veel bands introduceert bij het grote metalpubliek. In Europa is de populariteit groeiende, voornamelijk in de Duitstalige landen, België en Scandinavië.

## Subgenres binnen metalcore
- Mathcore of mathmetal
- Deathcore
- New wave of American heavy metal (de bekendste stroming, ook wel NWOAHM-stroming)
- Moshcore
- Tech hardcore
- Thrashcore (zie new wave of American heavy metal)